# Nopiming Provincial Park
Der Nopiming Provincial Park ist ein 1429,1 km² großer Provinzpark im Südosten der kanadischen Provinz Manitoba, welcher innerhalb des Systems der Provincial Parks in Manitoba der Kategorie „Natural Park“ zugeordnet wird. Der Name leitet sich vom Anishinabe-Wort Nopiming ab, das sich mit „Eingang zur Wildnis“ übersetzen lässt.

## Aufgabe, Welterbe
Der Naturpark wurde 1976 eingerichtet und dient der Erhaltung der für einen Bereich des Borealen Schilds typischen Flora und Fauna einer felsigen Landschaft. Dieses als Lac Seul Upland bezeichnete Gebiet ist der Überrest eines 2,5 Milliarden Jahre alten Gebirgszugs. Die wichtigsten Seen, die heute von Kanuten genutzt werden, sind der Seagrim Lake, die Strecke vom Rabbit River zum Cole Lake, vom Bird River zum Elbow Lake, über den Manigotagan River, vom Long Lake nach Caribou Landing und vom Beresford Lake zum Garner Lake oder zum Long Lake. Eine längere Strecke bietet der Manigotagan River zwischen Caribou Landing und dem Ort Manigotagan.
Richtung Süden schließt sich der Whiteshell Provincial Park an, Richtung Norden der Atikaki Provincial Wilderness Park, nach Nordosten der bereits in Ontario gelegene Woodland Caribou Provincial Park.
Die gesamte Region, die aus Provinzparks und Traditionellen Territorien der im Grenzraum zwischen Ontario und Manitoba ansässigen First Nations besteht, wurde 2004 von der kanadischen Regierung auf die Tentativliste der UNESCO zur Anerkennung als Welterbe gesetzt. Dazu haben sich die in Ontario ansässige Pikangikum First Nation und die in Manitoba lebenden First Nations vom Poplar River (am Winnipegsee), Pauingassi und Little Grand Rapids zusammengeschlossen. Teil der Initiative sind darüber hinaus der Woodland Caribou Provincial Park, das Ontario Ministry of Natural Resources und Manitoba Conservation. Die First Nations von Ontario der Wabaseemoong, der Grassy Narrows und Lac Seul sind wiederum Partner des Woodland-Caribou-Parks. Am 1. Juli 2018 erklärte die UNESCO Pimachiowin Aki (übersetzt aus dem Ojibwe Land das Leben spendet) und damit auch den Nopiming Provincial Park, zum kombinierten Weltnatur- und Weltkulturerbe.

## Flora und Fauna
Das Gebiet war während der letzten Kaltzeit bis vor etwa 10.000 Jahren von Eis bedeckt. Deren Gletscher haben die Landschaft geprägt und wirken noch heute durch die postglaziale Landhebung nach. Durch das Abschmelzen entstand dann der heute verschwundene Agassizsee, der auch die Landschaft im Park prägte. Pappeln, Birken und verschiedene Nadelbäume, wie Banks-Kiefer („jack pine“), Schwarz-Fichte und Weiß-Fichte folgten den anfänglich eingezogenen Flechten. Hinzu kamen Erlen, Hasel und Vermont-Ahorn (Acer spicatum).
Häufig unter den größeren Säugetieren sind Timberwolf, Schwarzbär, Elch, Weißwedelhirsch und Woodland Caribou (Rangifer tarandus caribou). In jüngster Zeit wurden wieder Pumas („cougars“ genannt) gesichtet.

## Geschichte

### Frühgeschichte
Menschliche Spuren lassen sich ab etwa 6000 v. Chr. nachweisen. Eine Bearbeitungsstätte von Kupfer stammt aus der Zeit um 2000 v. Chr. Um 500 n. Chr. lassen sich Tonwaren nachweisen, für deren Herstellung lokaler Lehm benutzt wurde. Sie weisen Verzierungsspuren auf.
Werkzeuge wurden ebenfalls aus lokalem Material hergestellt, einem als ‚weißer Quarz‘ bezeichneten Stein. Andere Steine wurden aus South Dakota und dem Gebiet des Oberen Sees herbeigebracht, was auf einen weiträumigen Tauschhandel hindeutet. Die Bewohner waren Jäger, Sammler und Fischer.
Um 1800 wurde der überwiegende Teil des Gebiets östlich des Winnipegsees von den Anishinabe in Anspruch genommen. Ihre Nachkommen leben heute überwiegend am Ostufer des Sees. Sie kamen aus der Gegend um Sault Ste. Marie und verdrängten ältere Cree-Gruppen, in deren Legenden von einer zweitägigen Schlacht berichtet wird. Die Anishinabe oder Ojibwa fischten überwiegend im Frühjahr und Sommer an den Flussmündungen. Im Herbst zogen sie die Flüsse aufwärts und sammelten vielfach Wildreis, jagten Elche und Karibus. Der Herstellung von Kleidung und Decken diente vor allem die Jagd auf Biber und Bisamratten.

### Goldgräber (1911–1937)
1911 kam der Fallensteller Duncan Twohearts mit seinem Hundeschlitten an den Rice Lake und entdeckte Gold. Alexandre Desautels sicherte sich die ersten Claims, weitere Prospektoren strömten in das Gebiet des Wanipigow River und des späteren Nopiming-Parks. Doch das Gold steckte im Fels und ließ sich nicht aus dem Wasser sieben, wie am Klondike oder in Kalifornien. Einzelprospektoren besaßen nicht genügend Kapital um die schwierige Goldgewinnung zu bewerkstelligen, und so traten Minengesellschaften auf den Plan.
Die erste war die Central Manitoba Mine, 6,5 km nördlich vom Long Lake. Sie arbeitete an fünf Goldadern parallel. Im Winter 1926/1927 brachte sie schweres Gerät nach Manigotagan, dann weiter mit Pferden über eine Winterstraße. Eine Strecke vom Long Lake zu den Great Falls entstand über eine Länge von 70 km. Der dort entstandene Stausee lieferte den Strom; die dampfgetriebenen Maschinen wurden nach und nach durch elektrische ersetzt.

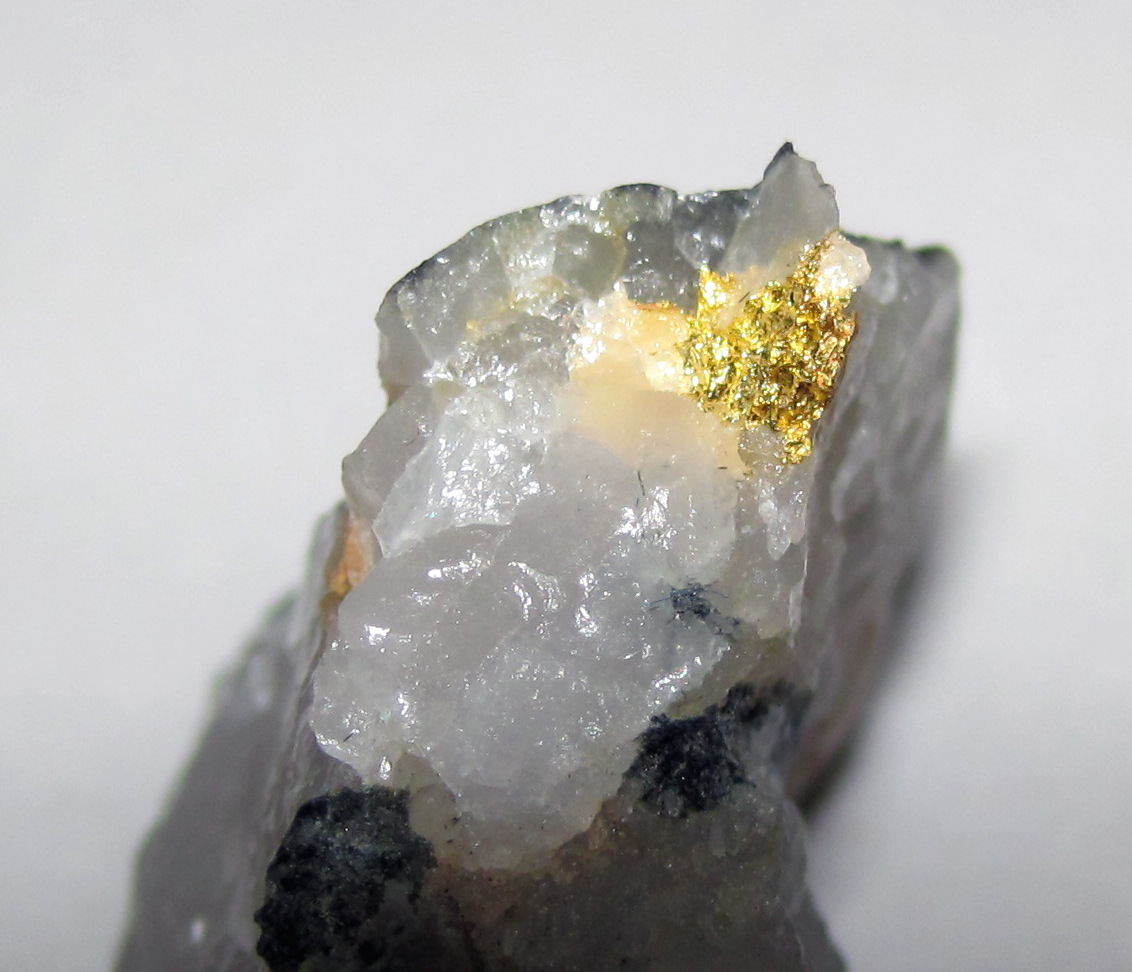
Goldquarz aus der Bisset-Mine

Im Sommer ging es über den Manigotagan River dann über 30 Portage-Stellen in Richtung der Claims. Diese schwierige Route wurde nach wenigen Jahren 1922 sukzessive aufgegeben. Nun zweigte man vom Government Landing ab und folgte, zunächst mit Pferdewagen, dann mit LKWs, der Caribou Road bis Caribou Landing. Die Mine beschäftigte allein 125 Männer. Von 1927 bis 1937 wurde die Central betrieben und brachte 4.537 kg Gold und 738 kg Silber hervor. Obwohl Gold und Silber nur verhältnismäßig kurze Zeit abgebaut wurden, stand am Ende die Infrastruktur bereit, um weitere Mineralien abzubauen. So entstanden etwa die Gunnar Mines am Beresford Lake und die San Antonio Mine bei Bissett.

## Waldkaribus, Ausstellung
Am Black Lake befindet sich das Caribou of Nopiming, das eine Ausstellung zur kleinen Waldkaribuherde bietet, die unter strengem Schutz steht, ähnlich wie die kleinen Herden der Atikaki–Berens range, die als Atiko, Bloodvein, Round und Berens bezeichnet werden. Die Owl Lake herd bestand nach ersten Annahmen aus rund 50 bis 60 Tieren.
Waldkaribus bevorzugen Wälder, die älter als 60 Jahre sind. Das von der kleinen Herde bewohnte Gebiet geht auf einen ausgedehnten Waldbrand von 1929 zurück. Angesichts der starken Bedrohung der Existenz der Herde wurde 1994 das Eastern Manitoba Woodland Caribou Advisory Committee ins Leben gerufen, um Regierungsstellen, Unternehmen der Holzindustrie, First Nations und Nichtregierungsorganisationen zu beraten und zu Verhandlungen zu bewegen. Zugleich sollten Forschung und Monitoring als Grundlage für einen Schutzplan vorangetrieben werden. Das Komitee dehnte seine Tätigkeit auch auf die Atikaki–Berens range und seine vier kleinen Herden aus. 2006 schätzte man die Größe der Herden auf 300 bis 500 Tiere. 2007 konnte die Atiko-Herde auf 60 Tiere gezählt werden. Die Bloodvein-Subpopulation wurde auf mindestens 50 Tiere geschätzt. Die Größe der beiden nördlicher lebenden Herden ist nur schwer zu erfassen. Die Berens-Herde umfasste im November 2008 mindestens 103 Tiere.
Bei Schätzungen auf der Grundlage von mit Sendern ausgestatteten Karibus (2011 waren dies 24) stellte sich heraus, dass sich die seit 1974 beobachtete Owl-Lake-Herde zahlenmäßig kaum verändert hatte. Im Bericht von 2011 wurde ein Minimumbestand von 62 Tieren angeführt, die Gesamtherde wird auf etwa 70 Exemplare geschätzt. Dabei bewegt sich die Herde nördlich des Winnipeg River und südlich und westlich des Highway 304, im Nopiming Provincial Park bis in den äußersten Nordwesten Ontarios, wo jedoch nur einzelne Tiere kurz Aufenthalt nahmen. Insgesamt umfasst ihr Habitat eine Fläche von mehr als 1240 km², wobei dieses Gebiet früher mehr als 1620 km² umfasste. 2009 untersagte die Provinzregierung den Holzeinschlag in allen Provinzparks, außer dem Duck Mountain Provincial Park. Auch die als back country bezeichneten Gebiete, wo die Tiere kalben, sind inzwischen geschützt, allerdings sind nicht alle diese Gebiete bekannt. Zum Schutz der Herde soll das Vorrücken des Weißwedelhirsches in das Gebiet der Karibuherde verhindert werden, u. a., um Parasitenbefall vorzubeugen.

## Fallensteller Johnsons Hütte
Eine der wenigen erhaltenen Hütten ist Trapper Johnson's Cabin am Beresford Lake campground. Nachdem die Goldgräber ihre Siedlung am See aufgegeben hatten, blieb der Fallensteller John Jack Johnson als einziger dort.